# 宮城野 (小惑星)
宮城野（みやぎの、4539 Miyagino）は、小惑星帯にある小惑星である。
1988年11月、小石川正弘が仙台市天文台愛子観測所で発見した。

## 名称
仙台市宮城野区にちなむ。命名は1992年2月になされた。
宮城野区は仙台市域の東部に位置する区で、1989年4月に仙台市が政令指定都市になった際に設けられた。命名文では、「宮城野」が由緒ある古い地名であること、区内に仙台港があることが紹介されている。
なお同時に、小石川が発見した小惑星に対して、同様に仙台市の区にちなんだ (4407) 太白の命名もされている。
類似の名称の小惑星としては、宮城県にちなんで命名された (19534) 宮城がある。